# Westinghouse Electric Company
Westinghouse Electric Company LLC — американська атомна енергетична компанія, утворена в 1999 році з ядерно-енергетичного підрозділу оригінальної Westinghouse Electric Corporation. Вона пропонує ядерну продукцію та послуги комунальним підприємствам у всьому світі, включаючи ядерне паливо, обслуговування та технічне обслуговування, контрольно-вимірювальні прилади, контроль та проектування атомних електростанцій. Всесвітня штаб-квартира Westinghouse розташована в передмісті Пітсбурга Кренберрі Тауншип, штат Пенсільванія. Brookfield Business Partners, канадський фонд прямих інвестицій і дочірня компанія Brookfield Asset Management, є мажоритарним власником Westinghouse.
24 березня 2017 року материнська компанія Toshiba оголосила, що Westinghouse Electric Company подасть заяву про банкрутство згідно з розділом 11 через збитки в розмірі 9 мільярдів доларів США від проектів будівництва ядерних реакторів. Проекти, відповідальні за цю втрату, здебільшого полягають у будівництві чотирьох реакторів AP1000 у Вогтлі в Джорджії та заводу Virgil C. Summer у Південній Кароліні. 29 березня 2017 року компанія Westinghouse подала заяву про захист від банкрутства за главою 11. У 2018 році компанія Westinghouse була придбана Brookfield Business Partners і деякими партнерами.

## Історія
Westinghouse Electric Company була створена в 1999 році після того, як оригінальна компанія з такою назвою, Westinghouse Electric Джорджа Вестингауса, заснована в 1886 році, припинила своє існування через серію відчужень і злиттів у середині-кінці 1990-х років. Це включало купівлю Westinghouse Electric CBS у 1995 році, розширення сфери зв'язку та телерадіомовлення та продаж більшості немовних операцій до 1998 року; перейменувала себе в корпорацію CBS. Того ж року бізнес-підрозділ Westinghouse Power Generation Business був проданий німецькій компанії Siemens. У 1999 році корпорація CBS продала свій ядерний бізнес ( компанія Westinghouse Electric Company ) компанії British Nuclear Fuels Limited (BNFL), а через рік корпорація CBS була об’єднана з Viacom (1971-2005), таким чином поклавши край оригінальному Westinghouse. (Юридично Westinghouse Electric Corporation все ще існує, головним чином з метою ліцензування, як дочірня компанія CBS Corp.)

### Продаж Toshiba
У липні 2005 року BNFL підтвердила, що планує продати Westinghouse, вартість якого тоді оцінювалася в 2 мільярди доларів. Це привернуло інтерес кількох компаній, зокрема Toshiba, General Electric і Mitsubishi Heavy Industries. Коли 23 січня 2006 року Financial Times повідомила, що Toshiba виграла тендер, вона оцінила пропозицію компанії в 5 мільярдів доларів (2,8 мільярда фунтів стерлінгів). 6 лютого 2006 року Toshiba підтвердила, що купує Westinghouse Electric Company за 5,4 мільярда доларів, і оголосила, що продасть міноритарну частку інвесторам. Продаж здивував багатьох експертів галузі, які поставили під сумнів доцільність продажу BNFL одного з найбільших у світі виробників ядерних реакторів незадовго до того, як очікувалося, що ринок ядерної енергії істотно зросте; Очікувалося, що Китай, Сполучені Штати та Сполучене Королівство інвестуватимуть значні кошти в атомну енергетику. Після індійсько-американської ядерної угоди 2005 року також була надія, що план індійських масштабних інвестицій в атомні станції допоможе відродити атомну енергетику США. Причинами на користь продажу були: комерційний ризик бізнесу компанії в Азії міг бути занадто високим для компанії, яка на той час належала платникам податків; якщо Westinghouse виграє тендер на будь-яку нову атомну станцію в конкурсі у Великій Британії, можуть виникнути питання про фаворитизм, але якщо він програє, це можна буде розцінити як відсутність віри у власні технології. Нарешті, історія будівництва атомних станцій урядом Великобританії стала комерційною катастрофою.

### Переїзд до Кренберрі Тауншип, штат Пенсільванія
Після кількох років ведення бізнесу там Westinghouse вирішила перенести свою всесвітню штаб-квартиру з Енергетичного центру в Монровіллі, штат Пенсільванія, до Кранберрі Вудс у Кренберрі-Тауншип, округ Батлер, штат Пенсільванія, як повідомлялося в меморандумі для своїх співробітників 2007 року, в якому говорилося. головною причиною було стрімке розширення світової атомної промисловості. Будівництво почалося в липні 2007 року, переїзд тривав з червня 2009 року по грудень 2010 року. Бізнес-сегмент послуг з ремонту, заміни та автоматизації (RRAS) переїхав до Cranberry Township раніше за інші бізнес-сегменти, щоб допомогти полегшити проблеми з простором у штаб-квартирі в Монровіллі, і було завершено навесні 2008 року. У рамках цього кроку Westinghouse пілотував перший приміський шаттл, який цілий день курсував між Монровілем і Кренберрі Тауншип. Шаттл припинив роботу після того, як Westinghouse офіційно закрився, і продав свій завод у Монровіллі в 2012 році.

### Хронологія
- 1999: Westinghouse Electric Company офіційно розпочала свою діяльність як ядерний бізнес компанії British Nuclear Fuels Limited.
- 2000: BNFL купив атомний бізнес ABB і об'єднався з Westinghouse.
- 2004: Westinghouse бере участь у двох китайських реакторних майданчиках; Експортно-імпортний банк США схвалив кредитні гарантії на 5 мільярдів доларів[13].
- 2006: Westinghouse придбала компанію PaR Nuclear/Ederer Nuclear Cranes, яка надає системи обладнання для транспортування палива та контейнерів. Компанія Westinghouse Electric Company була продана BNFL компанії Toshiba.
- 2007: Westinghouse виграв тендер Китайської національної ядерної корпорації на 4 реактори AP1000, включаючи угоду про передачу технологій; придбала IST Nuclear у IST Holdings (Південна Африка); Carolina Energy Solutions (CES) та її філії Aggressive Equipment (AE), тепер WEC Machining; Інститут будівництва Америки (CIA), нині Інститут зварювання WEC; і Carolina United Services, тепер Carolina Union Services; Astare, французька атомна інженерна компанія зі штаб-квартирою поблизу Парижа.
- 2009: Westinghouse придбала Nuclear Fuel Industries, єдиного японського виробника ядерного палива для киплячих реакторів і реакторів з водою під тиском за 100 мільйонів доларів США [14], а також CS Innovations, LLC, постачальника ядерної продукції для цифрової системи контролю та контролю (ІК). ринок оновлення системи.
- 2010: Westinghouse оголосила про участь у новому, надвеликому ковальському пресі у Великобританії, який буде побудований на Sheffield Forgemasters у Йоркширі; придбала значний пакет акцій Springfields Fuel Limited у Великобританії. Westinghouse переніс всесвітню штаб-квартиру з Монровіля, штат Пенсільванія, до Кренберрі Тауншип, штат Пенсільванія.
- 2012: Westinghouse скоротила 200 робочих місць через катастрофу на Фукусімі, німецький Energiewende та низькі ціни на природний газ[15].
- 2014: Westinghouse купує Mangiarotti[16].
- 2015 Westinghouse купує CB&I Stone & Webster;[17] Завищені прибутки Toshiba призвели до бухгалтерського скандалу.
- 2017: Westinghouse оголосила про банкрутство відповідно до розділу 11.
- 2018: Придбання компанією Brookfield Business Partners and partners.
- 2019: Westinghouse купує канадську NA Engineering Associates[18].
- 2020: Westinghouse купує UK Inspection Consultants Limited[19] і підрозділ ядерних послуг Rolls-Royce[20].
- 2021: Westinghouse купує канадську компанію Laveer Engineering[21]. Westinghouse купує 50 % Tecnatom[22].
- 2022: Westinghouse купує BHI Energy[23].